# Beccarianthus rufolanatus
Beccarianthus rufolanatus är en tvåhjärtbladig växtart som beskrevs av J.F. Maxwell. Beccarianthus rufolanatus ingår i släktet Beccarianthus och familjen Melastomataceae. Inga underarter finns listade i Catalogue of Life.